# Ryan O’Meara (Eiskunstläufer)
Ryan Shea O’Meara (* 5. Januar 1984 in Houston, Texas) ist ein ehemaliger US-amerikanischer Eiskunstläufer, der im Eistanz startete.

## Leben
O’Meara trainterte für den Verein Coyotes Skating Club im Eiskunstlauf.
Zu seinen Eistkunstlauftanzpartnerinnen gehörten Jamie Silverstein, Lydia Manon, Melissa Ralph und Lia Nitake. Mit Manon gewann er 2004 die Nebelhorn Trophy und errang 2005 die Bronzemedaille bei den US-Meisterschaften sowie bei den Vier-Kontinente-Meisterschaften. Mit Silverstein nahm an Skate America 2005 teil. Mit ihr war er 2006 erneut Teilnehmer der Vier-Kontinente-Meisterschaften und erreichte bei den US-Meisterschaften erneut die Bronzemedaille. Bei den Olympischen Winterspielen 2006 in Turin landete O’Meara mit seiner Partnerin Jamie Silverstein im Eistanz auf dem 16. Platz. 2008 outete sich O’Meara als homosexuell. Nach seiner sportlichen Karriere im Eiskunstlauf arbeitet er als Trainer sowie als Innendesigner in Arizona. Er wohnt in Scottsdale, Arizona. 